# ファンキー・モンキー・ベイビー (曲)
「ファンキー・モンキー・ベイビー」は、日本のバンド、キャロルの7作目のシングル。1973年（昭和48年）6月25日発売。発売元は日本フォノグラム。
当時のロックバンドのシングルとしては前代未聞の30万枚を売り上げ、キャロル最大のヒット曲となった。

## 製作課程
作詞したジョニー大倉は、「"ファンキー・モンキー・ベイビー"というフレーズが丸ごと降ってきた」と述べている。しかしこのフレーズの前に何か言葉が足らないと気づき、"きみは"を頭に入れると一変してクリアでノリのいいロックンロールに生まれ変わった。しかし、"きみは"を頭に入れると矢沢の作ったメロディをいじることになる。矢沢は自分の作ったメロディをいじられると激怒するため、ジョニーは恐る恐る矢沢にこの曲を聴かせたら、珍しく「いいよ。バッチリだよ。ジョニー」と笑顔で言ったという。

## 収録曲
- 全作詞：大倉洋一　作曲:矢沢永吉

A面
1. ファンキー・モンキー・ベイビー

B面
1. コーヒー・ショップの女の娘

## カバー
ファンキー・モンキー・ベイビー
- 西城秀樹 - 『MEMORY - 西城秀樹20歳の日記』（1976年1月25日発売）に収録。
- 森高千里 - 『古今東西』（1990年10月17日発売）に収録。
- Mi-Ke - アルバム『朝まで踊ろう 悲しきテディ・ボーイ』（1992年10月14日発売）に収録。
- 渋谷すばる - カバーアルバム『歌』（2016年2月10日発売）に収録[4]。
- 田中ヤコブ - 自身のYouTube（2020年3月31日）にて投稿[5]。

## その他
フジテレビ系のバラエティ番組『めちゃ×2イケてるッ!』の企画、ヨモギダ少年愚連隊のオープニングテーマに「ファンキー・モンキー・ベイビー」が使用されている（めちゃ2イケてるッ!の企画#ヨモギダ少年愚連隊を参照）。これは、コーナーのタイトルの元ネタであるナインティナイン主演の映画「岸和田少年愚連隊 BOYS BE AMBITIOUS」の主題歌がこの曲であったからである。
大滝詠一は「これを上回る様なイントロは自分には書けない」という発言をしたと言われてる。